# Zucaina
Zucaina è un comune spagnolo di 197 abitanti situato nella comunità autonoma Valenciana.